# Naila Schuberth
Naila Schuberth, född 19 december 2011 i Düsseldorf, är en tysk skådespelare.
Schuberth har bland annat medverkat i filmen Bird Box Barcelona. Hon har även medverkat i TV-serierna Blackout samt Gefähriche Nähe.

## Filmografi (i urval)
- 2021 – Blackout (TV-serie)
- 2021 – Gefährliche Nähe (TV-serie)
- 2023 – Bird Box Barcelona
- 2023 – Älskade barn (TV-serie)
- 2025 – Delicious